# キミがいれば
「キミがいれば」は、伊織の1枚目のシングル。 1997年4月3日にポリグラムよりリリースされた。規格品番はPODX-1023。

## 解説
- 1996年1月25日にポリグラムよりリリースされた大野克夫バンドの8枚目のシングル「名探偵コナン メイン・テーマ」（規格品番：PODX-1007）に歌詞をあてた楽曲である。
- 劇場版第25作目『名探偵コナン ハロウィンの花嫁』では、18年ぶりに新規アレンジがされた（「キミがいれば」が流れるのは15年ぶり）。
- 翌年の劇場版第26作目『名探偵コナン 黒鉄の魚影』では、冒頭数十秒がバラード風に再アレンジされた。更に、当該本編内ではサウンドトラック収録版とは別の編曲アレンジ版が使用されている。（前者とは異なり、後者の本編内で使用されたヴァージョンは2023年12月現在では一般リリースされていない。）
- 劇場版第27作目『名探偵コナン 100万ドルの五稜星』では劇中歌としては使用されていないが、サウンドトラックにSpecial Bonus Trackとして収録されている。本曲としては初の男性ボーカルが採用されている。なお、エンドロールには、クレジットされている。
- 「キミがいれば」は、初期の劇場版 名探偵コナンの中で、クライマックス等の挿入歌として使用されることが多い[1]。また、テレビアニメ版でも、2話挿入されたことがある。なお、劇場版3作目以降で使用された曲は、1作目と2作目で使用された原曲をそれぞれアレンジしたものである。

| 通番           | 題名                   | ヴァージョン                 | 編曲     | 歌         |
| -------------- | ---------------------- | ---------------------------- | -------- | ---------- |
| 劇場版第1作    | 時計じかけの摩天楼     | （原曲）                     | 大野克夫 | 伊織       |
| TVアニメ第62話 | 幽霊船殺人事件（後編） | （原曲）                     | 大野克夫 | 伊織       |
| TVアニメ第65話 | カニとクジラ誘拐事件   | （原曲）                     | 大野克夫 | 伊織       |
| 劇場版第2作    | 14番目の標的           | （原曲）                     | 大野克夫 | 伊織       |
| 劇場版第3作    | 世紀末の魔術師         | 世紀末ヴァージョン           | 大野克夫 | 伊織       |
| 劇場版第4作    | 瞳の中の暗殺者         | 暗殺者ヴァージョン           | 大野克夫 | 伊織       |
| 劇場版第7作    | 迷宮の十字路           | 十字路ヴァージョン           | 大野克夫 | REIKO      |
| 劇場版第10作   | 探偵たちの鎮魂歌       | 世紀末ヴァージョン           | 大野克夫 | 伊織       |
| 劇場版第25作   | ハロウィンの花嫁       | ハロウィンの花嫁ヴァージョン | 菅野祐悟 | 青木カレン |
| 劇場版第26作   | 黒鉄の魚影             | 黒鉄の魚影ヴァージョン       | 菅野祐悟 | 青木カレン |

| 通番         | 題名              | ヴァージョン                                                                   | 編曲     | 歌               |
| ------------ | ----------------- | ------------------------------------------------------------------------------ | -------- | ---------------- |
| 劇場版第27作 | 100万ドルの五稜星 | 100万ドルの五稜星サントラヴァージョン （サントラCDの初回限定生産分のみの収録） | 菅野祐悟 | ハセガワダイスケ |

## 収録内容
- 全作詞：高柳恋 / 作曲・編曲：大野克夫

1. キミがいれば
  - 劇場版『名探偵コナン 時計じかけの摩天楼』挿入歌
  - よみうりテレビ・日本テレビ系テレビアニメ『名探偵コナン』挿入歌
2. 逢いたいよ
  - 劇場版『名探偵コナン 時計じかけの摩天楼』イメージソング
3. キミがいれば (オリジナル・カラオケ)
4. 逢いたいよ (オリジナル・カラオケ)

## カバー
キミがいれば
- REIKO
  - サウンドトラック『名探偵コナン 迷宮の十字路 オリジナル・サウンドトラック』収録（劇場版『名探偵コナン 迷宮の十字路』挿入歌、2003年）
- 青木カレン
  - サウンドトラック『名探偵コナン ハロウィンの花嫁 オリジナル・サウンドトラック』収録（劇場版『名探偵コナン ハロウィンの花嫁』挿入歌、2022年）
  - サウンドトラック『名探偵コナン 黒鉄の魚影 オリジナル・サウンドトラック』収録（劇場版『名探偵コナン 黒鉄の魚影』挿入歌、2023年）
- ハセガワダイスケ
  - サウンドトラック『名探偵コナン 100万ドルの五稜星 オリジナル・サウンドトラック』収録（劇場版『名探偵コナン 100万ドルの五稜星』挿入歌、2024年）